# Shtandart
Shtandart（俄语：Штандартъ) 是一艘仿古船，模仿對象是俄罗斯波羅的海艦隊的船隻Russian frigate Shtandart，該船於1703年由沙皇彼得大帝以及亚历山大·达尼洛维奇·缅什科夫下令在奧洛涅茨附近的奥洛涅茨造船厂建造。1988年，冬宫博物馆館方委托Viktor Krainukov建造了Russian frigate Shtandart的模型。